# Georges Riquier
Georges Riquier (* 10. Januar 1918 in Crest; † 12. Februar 1998 in Créteil) war ein französischer Schauspieler. 

## Laufbahn
Als einstiger Schüler von Jacques Copeau und Louis Jouvet war Riquier zu seinen Lebzeiten vor allem als Theaterdarsteller aktiv. 1941 gründete er in Marokko die Theatergruppe Le Petit Chariot, deren Leitung er anschließend übernahm. Von 1945 bis 1951 war er Teil des Ensembles am Pariser Théâtre de l'Athénée Louis-Jouvet. Anschließend spielte er von 1952 bis 1972 zwanzig Jahre lang am Théâtre National Populaire. Den letzten großen Abschnitt seines Berufslebens verbrachte er von 1972 bis 1984 als Darsteller am bekannten Théâtre-Française. 
Neben seiner Arbeit auf der Theaterbühne spielte Riquier seit den frühen 1950er Jahren auch regelmäßig in Film- und Fernsehproduktionen mit. In Deutschland wurde er vor allem durch die Darstellung des Dr. David Livesey in dem ZDF-Abenteuervierteiler Die Schatzinsel bekannt.

## Filmografie (Auswahl)
- 1964: Mata Hari, Agent H. 21
- 1966: Die Schatzinsel (Fernsehen)
- 1968: Maigret (Fernsehserie)
- 1971: Au théâtre ce soir (Fernsehserie)
- 1973: Kein Rauch ohne Feuer (Il n’y a pas de fumée sans feu)
- 1975: Angst über der Stadt (Peur sur la ville)
- 1975: Wenn das Fest beginnt … (Que la fête commence …)
- 1977: La question
- 1977: Verwöhnte Kinder (Des enfants gâtés)
- 1977: Bernard und Bianca – Die Mäusepolizei (The Rescuers) (Stimme)
- 1977: Ein verrücktes Huhn (Tendre poulet)
- 1990: Bernard und Bianca im Känguruhland (The Rescuers Down Under) (Stimme)